# Camilla Grebe
Camilla Christina Grebe (født 20. marts 1968 i Älvsjö) er en svensk forfatter. Hun var blandt andet med til at stifte det svenske lydbogsforlag Storyside AB og har desuden arbejdet indenfor marketing. Sideløbende med sit forfatterskab driver hun et konsulentfirma.
I 2009 debuterede Grebe med kriminalromanen Some kind of peace, som hun skrev sammen med sin søster Åsa Träff. I 2010 udkom efterfølgeren Bittrare än döden, og i 2012 Før du døde. Hun har modtaget litteraturprisen Glasnøglen to gange i henholdsvis 2018 og 2020.
Grebe har en bachelor i økonomi fra Handelshögskolan i Stockholm.